# Lorenzo Carraro
Lorenzo Carraro (nacido el 20 de noviembre de 1953 en La Spezia, Italia)  es un exjugador italiano de baloncesto. 

## Equipos
- 1975-1981 Reyer Venezia
- 1981-1985 Juvecaserta Basket
- 1985-1986 Mens Sana Siena
- 1987-1988 Mens Sana Siena